# Celena Magalí Molina
Celena Magalí Molina (Avellaneda, Buenos Aires, Argentina; 22 de junio de 1995) es una futbolista argentina. Juega de defensora central en River Plate de la Primera División Femenina de Argentina.

## Trayectoria
Dio sus primeros pasos a los 5 años en el club de "baby fútbol" Villa Recreo. A los 10 años comenzó a jugar al fútbol en Boca Juniors en el año 2005. Jugó en el "xeneize" por 14 años, logró 7 títulos y participó de la Copa Libertadores Femenina. También obtuvo convocatorias a la Selección Argentina Sub-15 y Sub-17.
Fue parte del plantel de Lanús firmando en la temporada 2018/19.
En julio de 2020 se convierte en jugadora de River Plate.

## Estadísticas

### Clubes
| Club         | País      | Año             |
| ------------ | --------- | --------------- |
| Boca Juniors | Argentina | 2016 - 2018     |
| Lanús        | Argentina | 2018 - 2019     |
| River Plate  | Argentina | 2020 - presente |